# 安山OK金融グループ・ウッメン
安山OK金融グループ・ウッメン（アンサンOKきんゆうグループ・ウッメン、韓国語: 안산 OK금융그룹 읏맨）は、韓国・安山市を本拠地とする男子バレーボールチーム。

## 歴史
2012/13シーズンにドリームシックス（現在のソウル・ウリィカード・ウリィWON）のネームスポンサーを務めたラッシュ・アンド・キャッシュが新プロバレーボールチームとして設立したのが始まり。
韓国バレーボール連盟(KOVO)は、2013年4月26日の理事会で、ラッシュ・アンド・キャッシュの韓国Vリーグ加盟を承認した。チームは、大田三星火災ブルーファングスや韓国代表のオポジットとして活躍したキム・セジンを監督に招聘した。8月5日には、シンボルチーム名をベスピッド（Vespid＝スズメバチ）とし、チーム名をラッシュ・アンド・キャッシュ・ベスピッドにしたと発表した。しかし、本拠地については明らかにせず、2013/14シーズンは、安山市の常緑樹体育館を1年契約で使用した。
Vリーグ1年目の2013年11月26日、Vリーグの仁川大韓航空ジャンボス戦の第3セットで54-56のスコアとなる大記録を残した。
2014年に、安山市を正式に本拠地とし、また、親会社が買収した貯蓄銀行の銀行名より、チーム名を安山OK貯蓄銀行ラッシュアンドキャッシュに変更した。チームマスコットはそのままスズメバチに引き継がれた。
2014/15シーズン、キューバ代表で活躍したミドルブロッカーであるロベルランディ・シモンを獲得。Vリーグのレギュラーラウンドで25勝11敗の成績を挙げ2位となる。プレーオフも2連勝し優勝決定戦に進出し、優勝決定戦でも大田三星火災ブルーファングスに3連勝して、Vリーグ2シーズン目にして優勝を果たした。また、その後にソウルの奨忠体育館で開催された日韓Vリーグトップマッチでも日本のV・プレミアリーグ覇者であるJTサンダーズにフルセットで勝ちタイトルを獲得した。
2015/16シーズンも、Vリーグで優勝を果たし、Vリーグ3年目にして連覇を達成した。
2020年、2020/21シーズン開幕を前に、チーム名を現在の安山OK金融グループ・ウッメンに変更した。チームマスコットも、これまでのスズメバチに代わり、人型キャラクターの「ウッメン」に変更となった。「ウッメン」とはハングル文字で「읏맨」と表記した造語であり、「읏」は、左に90度回転させると「OK」のような字になることに因んだもので、「맨」はスーパーマンなどの「マン」に相当する。英語表記は"Okman"とされている。
2023年、チーム初の外国人監督として、元日本代表の荻野正二を監督に招聘した。チームのブロックとディフェンスが向上し、同年のKOVOカップで初優勝を果たした。

## 歴代所属選手
- ロベルランディ・シモン

## 主な成績
Vリーグ (韓国)
- 優勝：2回（2014-15、2015-16）
- 準優勝：なし

KOVOカップ
- 優勝：1回（2023年）
- 準優勝：3回（2015年、2019年、2021年）

日韓Vリーグトップマッチ
- 優勝：2015年